# Padre Bernardo
Padre Bernardo is een gemeente in de Braziliaanse deelstaat Goiás. De gemeente telt 28.012 inwoners (schatting 2009).

## Aangrenzende gemeenten
De gemeente grenst aan Água Fria de Goiás, Águas Lindas de Goiás, Cocalzinho de Goiás, Mimoso de Goiás, Planaltina, Vila Propício en Brasilia (DF) (Brazlândia).

## Verkeer en vervoer
De plaats ligt aan de radiale snelweg BR-080 tussen Brasilia en São Miguel do Araguaia. Daarnaast ligt ze aan de wegen GO-230, GO-424 en GO-435.